# Aire urbaine de Cherbourg-en-Cotentin
L'aire urbaine de Cherbourg-en-Cotentin est une aire urbaine française centrée sur l'unité urbaine de Cherbourg-Octeville, dans le département de la Manche.
Constituée de 36 communes en 2017, elle comptait 116 908 habitants en 2014.

## Caractéristiques en 1999
D'après la délimitation établie par l'Insee, l'aire urbaine de Cherbourg est composée de quarante-quatre communes, toutes situées dans la Manche.
En 1999, ses 117 855 habitants faisaient d'elle la 64e des 354 aires urbaines françaises.
Six des communes de l'aire urbaine font partie de son pôle urbain, l'unité urbaine (couramment : agglomération) de Cherbourg-Octeville.
Les trente-huit autres communes, dites « monopolarisées », sont toutes des communes rurales.
L'aire urbaine de Cherbourg s'étend de la Hague au Val de Saire, sans s'étaler jusqu'aux pointes de l'une ou de l'autre, et jusqu'aux portes de Valognes en s'arrêtant à Saint-Joseph.
Elle appartient à l’espace urbain de Cherbourg.
Le tableau suivant indique l’importance de l’aire dans le département (les pourcentages s'entendent en proportion du département) :
| Département | Communes | Communes (%) | Superficie (km²) | Superficie (%) | Population (1999) | Population (%) |
| ----------- | -------- | ------------ | ---------------- | -------------- | ----------------- | -------------- |
| Manche      | 44       | 7,3          | 442,20           | 7,5            | 117 855           | 24,5           |

En 2006, la population s’élevait à 116 563 habitants.